# Фосфат индия(III)
Фосфат индия(III) — неорганическое соединение,
соль индия и ортофосфорной кислоты с формулой InPO4,
бесцветные кристаллы,
не растворяется в воде,
образует кристаллогидраты.

## Получение
- Обменная реакция с хлоридом индия(III):

{\displaystyle {\mathsf {InCl_{3}+H_{3}PO_{4}\ {\xrightarrow {}}\ InPO_{4}\downarrow +3HCl}}}

## Физические свойства
Фосфат индия(III) образует бесцветные кристаллы.
Не растворяется в воде.
Образует кристаллогидраты состава InPO4•n H2O, где n = 1 и 2.
Моногидрат кристаллизуется в
триклинной сингонии,
пространственная группа P 1,
параметры ячейки a = 0,54342 нм, b = 0,55508 нм, c = 0,65446 нм, α = 97,593°, β = 94,558°, γ = 107,565°, Z = 2,
теряет воду в интервале температур 370÷480°С.
Дигидрат образует кристаллы
ромбической сингонии,
пространственная группа P bca,
параметры ячейки a = 0,8850 нм, b = 1,0176 нм, c = 1,0313 нм, Z = 8, dc = 3,516 г/см³.